# Български език в Украйна
Българският език е сред най-разпространените езици в Украйна. Според преброяването на населението през 2001 г. той е роден език за 134 396 души, което прави 0.27 % от населението на страната и се нарежда на 7-о място. 64,2 % от записаните на преброяването като българи посочват за свой роден език – български.

## Статут
През 2012 г. е приет закон за представителите на националните малцинства в Украйна, в който се посочва, че живеещите компактно и съставящи 10% от населението на град или село, имат право да прилагат своя роден език като регионален.
През септември 2013 г. град Болград става първият град в Украйна, където българският език става регионален. Това се случва след решение на Болградския градски съвет, проведено на 26 септември.
На 23 февруари 2014 г. Върховната Рада на Украйна отменя Закона за основите на държавната езикова политика.

## Численост и дял

### Преброяване през 2001 г.
Численост и дял на населението с роден език – български, според преброяването на населението през 2001 г. (по области):
| Област                     | Численост | Дял (в %) |
| Общо                       | 134 396   | 0.278     |
| -------------------------- | --------- | --------- |
| Виницка област             | 110       | 0.006     |
| Волинска област            | 25        | 0.002     |
| Днепропетровска област     | 498       | 0.013     |
| Донецка област             | 370       | 0.007     |
| Житомирска област          | 48        | 0.003     |
| Закарпатска област         | 63        | 0.005     |
| Запорожка област           | 9112      | 0.472     |
| Ивано-Франкивска област    | 53        | 0.003     |
| Киев                       | 389       | 0.015     |
| Киевска област             | 169       | 0.009     |
| Кировоградска област       | 557       | 0.049     |
| Крим (автономна република) | 444       | 0.021     |
| Лвовска област             | 108       | 0.004     |
| Луганска област            | 148       | 0.005     |
| Николаевска област         | 1693      | 0.134     |
| Одеска област              | 119 505   | 4.866     |
| Полтавска област           | 99        | 0.006     |
| Ровненска област           | 36        | 0.003     |
| Севастопол                 | 58        | 0.015     |
| Сумска област              | 61        | 0.004     |
| Тернополска област         | 39        | 0.003     |
| Харковска област           | 199       | 0.006     |
| Херсонска област           | 239       | 0.020     |
| Хмелницка област           | 57        | 0.003     |
| Черкаска област            | 138       | 0.009     |
| Черниговска област         | 62        | 0.005     |
| Чернивецка област          | 116       | 0.012     |

#### Одеска област
Численост и дял на населението с роден език – български в Одеска област, според преброяването на населението през 2001 г. (по райони и градове с областно значение):
| Район или град с областно значение               | Численост | Дял (в %) |
| Общо                                             | 119 505   | 4.8665    |
| ------------------------------------------------ | --------- | --------- |
| Ананиевски район                                 | 35        | 0.1075    |
| Арцизки район                                    | 17 583    | 33.9820   |
| Балтски район                                    | 27        | 0.0555    |
| Белгород Днестровски                             | 903       | 1.5690    |
| Белгородднестровски район                        | 341       | 0.5471    |
| Беляевски район                                  | 242       | 0.2310    |
| Березовски район                                 | 68        | 0.1886    |
| Болградски район                                 | 43 132    | 57.5469   |
| Великомихайловски район                          | 180       | 0.5506    |
| Ивановски район                                  | 1931      | 6.5108    |
| Измаил                                           | 3898      | 4.5806    |
| Измаилски район                                  | 13 610    | 24.8848   |
| Иличовск (от 2016 г. Черноморск)                 | 157       | 0.2471    |
| Килийски район                                   | 1507      | 2.5185    |
| Кодимски район                                   | 18        | 0.0517    |
| Коминтерновски район (от 2016 г. Лимански район) | 370       | 0.5504    |
| Котовск (от 2016 г. Подилск)                     | 17        | 0.0418    |
| Котовски район (от 2016 г. Подилски район)       | 32        | 0.1032    |
| Красноокненски район (от 2016 г. Окненски район) | 25        | 0.1092    |
| Любашивски район                                 | 11        | 0.0327    |
| Николаевски                                      | 37        | 0.1835    |
| Овидиополски район                               | 304       | 0.5040    |
| Одеса                                            | 3647      | 0.3609    |
| Ренийски район                                   | 2688      | 6.6076    |
| Роздилненски район                               | 146       | 0.2566    |
| Саврански район                                  | 24        | 0.1073    |
| Саратски район                                   | 9549      | 19.1335   |
| Тарутински район                                 | 14 305    | 31.6699   |
| Татарбунарски район                              | 4461      | 10.6952   |
| Теплодар                                         | 38        | 0.4205    |
| Фрунзевски район (от 2016 г. Захаривски район)   | 29        | 0.1379    |
| Ширяевски район                                  | 71        | 0.2381    |
| Южне                                             | 119       | 0.4924    |

## Преподаване
През учебната 2002/2003 година български език като основен предмет се изучава от 13 430 деца, а 1598 го изучават като свободно избираем предмет. През същата учебна година български език се преподава в около 70 училища: Одеска област – 44, Запорожка област – 22, Кировоградска област – 2, в градовете Киев и Лвов.

### Учебни заведения
В сайта на ДАБЧ на България се посочва, че в Украйна има 27 български учебни заведения.
|                                                                                               | Адрес                               | Населено място                      | Година на основаване | Година на закриване | Уебсайт или блог |
| --------------------------------------------------------------------------------------------- | ----------------------------------- | ----------------------------------- | -------------------- | ------------------- | ---------------- |
| Болградска гимназия „Георги Сава Раковски“                                                    | ул. „28 юни“ №1                     | Болград                             | 1858                 |                     | bghome.hut2.ru   |
| Български културно–просветен център „Аз Буки Веди“                                            |                                     | Одеса                               | 2008                 |                     |                  |
| Българско неделно училище (към Български културен център)                                     | ул. Ленин 154                       | Болград                             |                      |                     |                  |
| Българско неделно училище (към Българско културно–просветно дружество „Родолюбие“)            | ул. Шевченко 11                     | Бердянск                            | 1999                 |                     |                  |
| Българско неделно училище (към Всеукраински център за българска култура)                      | пер. Вице-адмирала Жукова 9         | Одеса                               | 2001                 |                     |                  |
| Българско неделно училище (към дружество „Родолюбие“)                                         | Оболонский проспект 18 в            | Киев                                | 1994                 |                     |                  |
| Българско неделно училище (към Симферополското градско българско дружество)                   | пр-кт Ленина 6/1, кв. 6             | Симферопол                          |                      |                     |                  |
| Българско неделно училище „Джон Атанасов“                                                     | ул. „Кирова“ 115                    | Приморск                            |                      |                     |                  |
| Българско неделно училище                                                                     | ул. Героев Сталинграда 46, кв. 94   | Запорожие                           |                      |                     |                  |
| Българско неделно училище                                                                     | ул. Бендерская 43                   | Измаил                              |                      |                     |                  |
| Българско неделно училище                                                                     | ул. Шевченко 8                      | Черноморск                          | 2004                 |                     |                  |
| Българско неделно училище                                                                     | ул. Марата 8, кв. 47                | Керч                                |                      |                     |                  |
| Детската художествена школа при Българската община                                            | ул. Бендерская 43, Дом художников   | Измаил                              |                      |                     |                  |
| Катедра „Българска филология“ (при Филологическия факултет на Одеския национален университет) | Французский бульвар 24/ 26, каб. 78 | Одеса                               |                      |                     |                  |
| Неделно българско училище (към дружество „Изгрев“)                                            | пл. Воставших 6, каб. 25-а          | Севастопол                          |                      |                     |                  |
| Неделно училище (към Областния център за национални култури)                                  | ул. „Андрей Карташов“ 38, ст.83     | Рени                                | 2001                 |                     |                  |
| Неделно училище (при ОБКЦ)                                                                    | пр. „Карла Маркса“ 35               | Днипро                              | 2002                 |                     |                  |
| Неделно училище „Изворче“ (към БКЦ „Акад. Ал. Теодоров-Балан“)                                |                                     | Кубей (село в Болградски район)     |                      |                     |                  |
| Неделно училище „Изворче“ (към Български културен център)                                     | ул. „Шевченко“ 11                   | Бердянск                            |                      |                     |                  |
| Новоселивско общообразователно училище                                                        |                                     | Новоселивка (село в Килийски район) | 1947                 |                     |                  |
| Петровско–І ООУ                                                                               |                                     | Петровск (село в Тарутински район)  | 1988                 |                     |                  |
| Средно образователно етническо училище                                                        | ул. „Фрунзе“ 3                      | Стари Крим                          | 1999                 |                     |                  |
| Средно общообразователно училище                                                              |                                     | Кулевча (село в Саратски район)     |                      |                     |                  |
| Средно училище № 1 със задълбочено изучаване на славянски езици                               | ул. Логинова 28                     | Била Церква                         |                      |                     |                  |
| Тръновско училище № 16                                                                        | квартал Тръновка                    | Николаев                            |                      |                     |                  |
| Украинско–български многопрофилен лицей                                                       | ул. Кирова 115                      | Приморск                            | 1996                 |                     |                  |
| Училище                                                                                       | ул. Калинина 79                     | Чийшия (село в Болградски район)    | 1960                 |                     |                  |

## Печатни издания
Българското малцинство в Украйна има свои печатни издания. В град Одеса на български език излиза вестник „Роден край“, финансиран от украинската държава. Излизат също „Родолюбие“ и „Българско обозрение“. От 2001 година Асоциацията на българските национално-културни дружества издава седмичник „Украйна – български преглед“. Литература на български език излиза в Одеса, Киев и Лвов. В 67 библиотеки на Украйна има над 50-хил. фонд с литература на съвременен български език.

## Радио и телевизия
В районите с компактно българско население в Одеска област всяка седмица се излъчва телевизионно предаване (45 мин.) и радиопрограма „Роден край“. В Крим българите гледат 15-минутно предаване на български език „Български срещи“ и 15-минутни видеосюжети, посветени на живота на кримските българи – предаване „Кримска дъга“.